# Bizkarreta-Gerendiain
Bizkarreta-Gerendiain en basque (Viscarret-Guerendiain ou simplement Viscarret en espagnol) est un village situé dans la commune de Erro dans la Communauté forale de Navarre, en Espagne. Il est doté du statut de concejo.
Bizkarreta-Gerendiain est situé dans la zone linguistique bascophone de Navarre.

## Démographie
| 2000 | 2001 | 2002 | 2003 | 2004 | 2005 | 2006 | 2007 | 2010 |
| ---- | ---- | ---- | ---- | ---- | ---- | ---- | ---- | ---- |
| 96   | 91   | 91   | 91   | 94   | 92   | 89   | 91   | 99   |

## Histoire
La localité fut étouffée par le développement de Orreaga-Roncesvalles (Roncevaux).

## Culture et patrimoine

### Pèlerinage de Compostelle
Sur le Camino navarro du Pèlerinage de Saint-Jacques-de-Compostelle, on vient d'Espinal-Aurizberri ; la prochaine halte est Lintzoain.
Viscarret au XIIe siècle marquait la fin d’une étape du chemin ; c'est le Biscarretus mentionné par le Guide du pèlerin d’Aimery Picaud. D'où quelques vestiges : à l'entrée, la Casa Acotain, portant un chrisme et qui dut être un hôpital ; l'église San Pedro, avec une porte romane du XIIIe siècle.

### Patrimoine religieux
L’église San Saturnino (Saint-Sernin), des XIIe, XIVe... et XXe siècles, garde une facture romane.
Elle se trouve au quartier haut de Lintzoain, sur la rive droite de l'Erro.

### Patrimoine civil
À signaler, car le chemin n'y passe plus, la maison du hameau déserté d'Ureta, près du moulin, qui conserve un écu avec croix et coquille jacobine.